# Свети Николай (Урануполи)
„Свети Николай“ (на гръцки: Αγίου Νικολάου Oυρανούπολης) е средновековна православна църква край Урануполи, Гърция, част от Йерисовската, Светогорска и Ардамерска епархия. Църквата е разположена на север от Урануполи на средата на самата граница на Света гора. Храмът е оцелял в развалини. Принадлежи на типа еднокорабни, триконхални църкви с купол и на базата на зидарията му, тип потънала тухла, се датира в XI - XIV век.
В 1984 година църквата е обявена за защитен паметник на културата.